# فرانک بوث (شناگر)
فرانک بوث (به انگلیسی: Frank Booth) (زادهٔ ۴ اکتبر ۱۹۱۰) شناگر اهل ایالات متحده آمریکا است.